# Nshimbodon muchingaensis
Nshimbodon muchingaensis és una espècie extinta de cinodont basal de la família dels carassognàtids que visqué a Àfrica durant el Permià superior. Se n'han trobat restes fòssils a Zàmbia. Es tracta de l'única espècie del gènere Nshimbodon. És el tàxon germà d'Abdalodon, juntament amb el qual forma la subfamília dels abdalodontins. Tenia el crani de 70 mm de llargada. El seu nom genèric, Nshimbodon, significa 'dent de geneta', mentre que el seu nom específic, muchingaensis, significa 'de Muchinga' en llatí.